# Órgão elétrico (biologia)

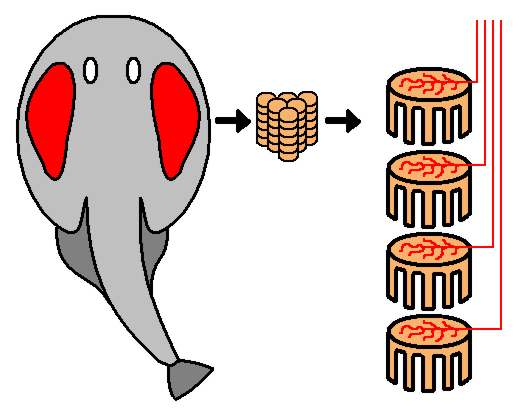
Arraia-elétrica (Torpediniformes) com a localização dos órgãos elétricos emparelhados na cabeça e os eletrócitos empilhados dentro dela

Na biologia, o órgão elétrico é um órgão que um peixe-elétrico usa para criar um campo elétrico. Os órgãos elétricos são derivados de músculos modificados ou, em alguns casos, de tecido nervoso, chamados eletrócitos, e evoluíram pelo menos seis vezes entre os elasmobrânquios e teleósteos. Esses peixes usam suas descargas elétricas para navegação [en], comunicação, acasalamento, defesa e, em peixes fortemente elétricos, também para incapacitar presas.
Os órgãos elétricos de dois peixes fortemente elétricos, os Torpediniformes e a enguia-elétrica, foram estudados pela primeira vez na década de 1770 por John Walsh, Hugh Williamson e John Hunter. Charles Darwin os utilizou como exemplo de evolução convergente em sua obra A origem das Espécies, de 1859. O estudo moderno começou com o estudo de Hans Lissmann, em 1951, sobre eletrorrecepção e eletrogênese em Gymnarchus niloticus.

## Histórico de pesquisas
Descrições detalhadas dos poderosos choques que o bagre elétrico podia dar foram escritas no antigo Egito.
Na década de 1770, os órgãos elétricos dos Torpediniformes e da enguia-elétrica foram o tema dos artigos da Royal Society de John Walsh, Hugh Williamson, e John Hunter, que descobriu o que hoje é chamado de órgão de Hunter. Esses artigos parecem ter influenciado o pensamento de Luigi Galvani e Alessandro Volta - os fundadores da eletrofisiologia e da eletroquímica.
No século XIX, Charles Darwin discutiu os órgãos elétricos da enguia-elétrica e da arraia-torpedo em seu livro de 1859, A Origem das Espécies, como um exemplo provável de evolução convergente: “Mas se os órgãos elétricos tivessem sido herdados de um antigo progenitor assim provido, poderíamos esperar que todos os peixes-elétricos fossem especialmente relacionados entre si [...] Estou inclinado a acreditar que, quase da mesma forma que dois homens às vezes chegaram independentemente à mesma invenção, a seleção natural, trabalhando para o bem de cada ser e tirando vantagem de variações análogas, às vezes modificou quase da mesma maneira duas partes em dois seres orgânicos”. Em 1877, Carl Sachs [en] estudou o peixe, descobrindo o que hoje é chamado de órgão de Sachs.

Os três órgãos elétricos da enguia-elétrica - o órgão principal, o órgão de Sachs e o órgão de Hunter - ocupam grande parte de seu corpo, como foi descoberto na década de 1770. Eles podem descarregar fracamente para a eletrolocalização, como em outros gimnotídeos, e fortemente para atordoar a presa.

Desde o século XX, os órgãos elétricos têm sido amplamente estudados, por exemplo, no artigo pioneiro de Hans Lissmann [en] de 1951 sobre Gymnarchus e em sua revisão de sua função e evolução em 1958. Mais recentemente, os eletrócitos de Tetronarce californica foram usados no primeiro sequenciamento do receptores colinérgicos por Noda e colegas em 1982, enquanto os eletrócitos de Electrophorus serviram no primeiro sequenciamento do canal de sódio controlado por voltagem por Noda e colegas em 1984.

## Anatomia

### Localização dos órgãos
Na maioria dos peixes-elétricos, os órgãos elétricos são orientados para disparar ao longo do comprimento do corpo, geralmente situados ao longo do comprimento da cauda e dentro da musculatura do peixe, como no peixe-nariz-de-elefante e em outros Mormyridae. Entretanto, em dois grupos marinhos, os Uranoscopidae e os Torpediniformes, os órgãos elétricos são orientados ao longo do eixo dorso-ventral (de cima para baixo). Na arraia, o órgão fica próximo aos músculos peitorais e às brânquias. Os órgãos elétricos dos Uranoscopidae ficam atrás dos olhos. No bagre elétrico, os órgãos estão localizados logo abaixo da pele e envolvem a maioria do corpo como uma bainha.

O peixe-nariz-de-elefante é um mormirídeo com o órgão elétrico em sua cauda.
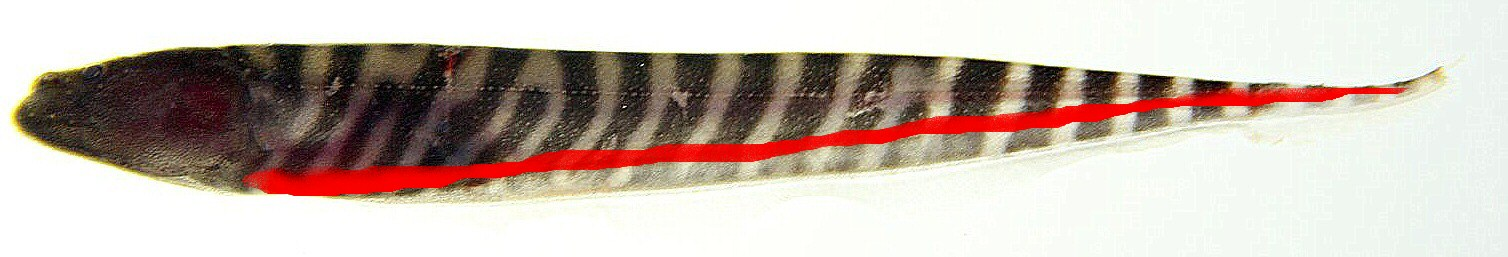
Localização do órgão elétrico em uma espécie de Gymnotus. O órgão não é homólogo ao dos Mormyridae.
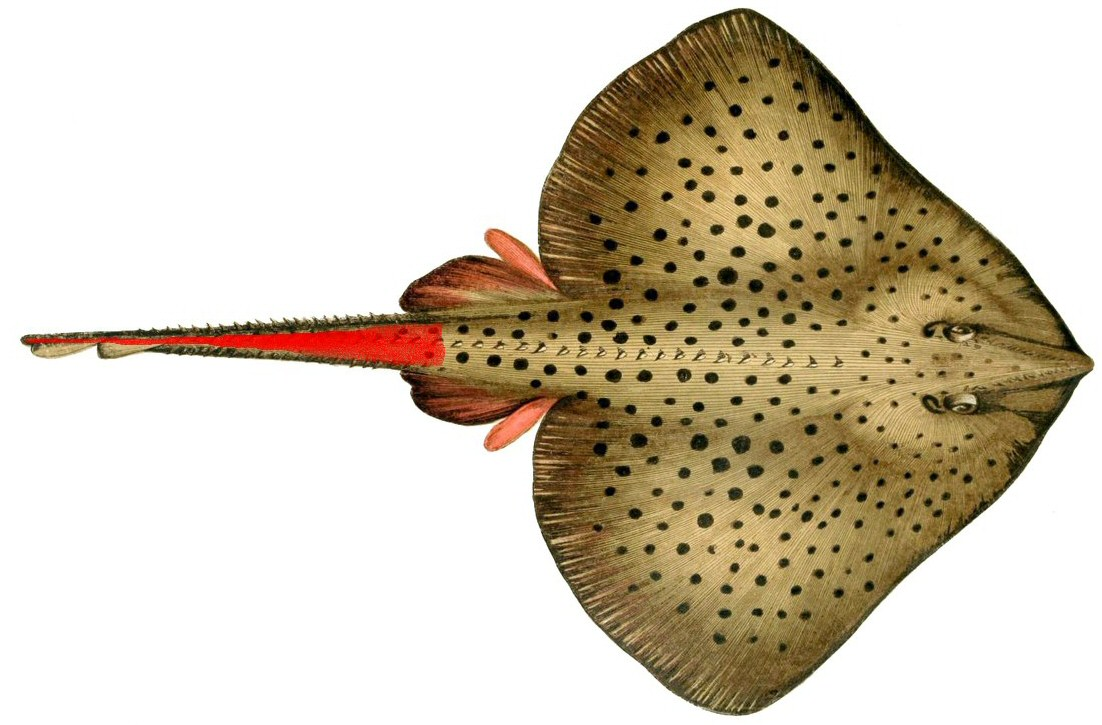
As raias (Raja montagui mostrada) têm seu órgão elétrico na cauda.
O órgão elétrico de um Malapteruridae forma uma bainha ao redor de grande parte do corpo.
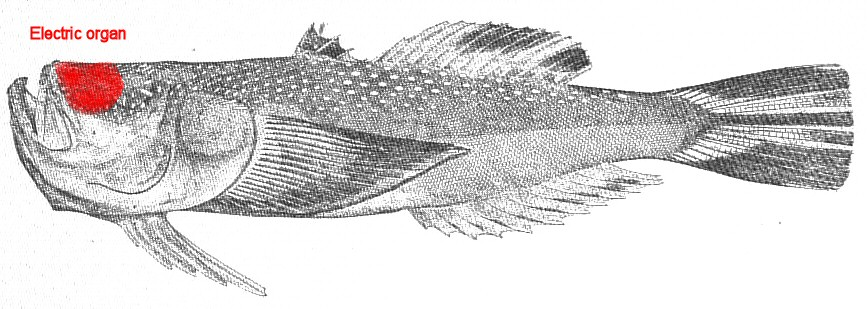
Os Uranoscopidae, como o Astroscopus y-graecum [en], têm o órgão elétrico na cabeça, disposto verticalmente.

### Estrutura do órgão
Os órgãos elétricos são compostos por pilhas de células especializadas que geram eletricidade e são chamados de eletrócitos, eletroplacas ou eletroplaxes. Em algumas espécies, eles têm formato de charuto; em outras, são células planas em forma de disco. As enguias elétricas têm milhares dessas células, cada uma produzindo 0,15 V. As células funcionam bombeando íons de sódio e potássio através de suas membranas celulares por meio de proteínas de transporte, consumindo trifosfato de adenosina (ATP) no processo. Pós-sinapticamente, os eletrócitos funcionam de forma muito semelhante às fibras musculares, despolarizando com um influxo de íons de sódio e repolarizando em seguida com um fluxo de íons de potássio, mas os eletrócitos são muito maiores e não se contraem. Eles têm receptor nicotínico de acetilcolina.
A pilha de eletrócitos há muito tempo é comparada a uma pilha voltaica e pode até ter inspirado a invenção da bateria em 1800, já que a analogia já havia sido observada por Alessandro Volta.

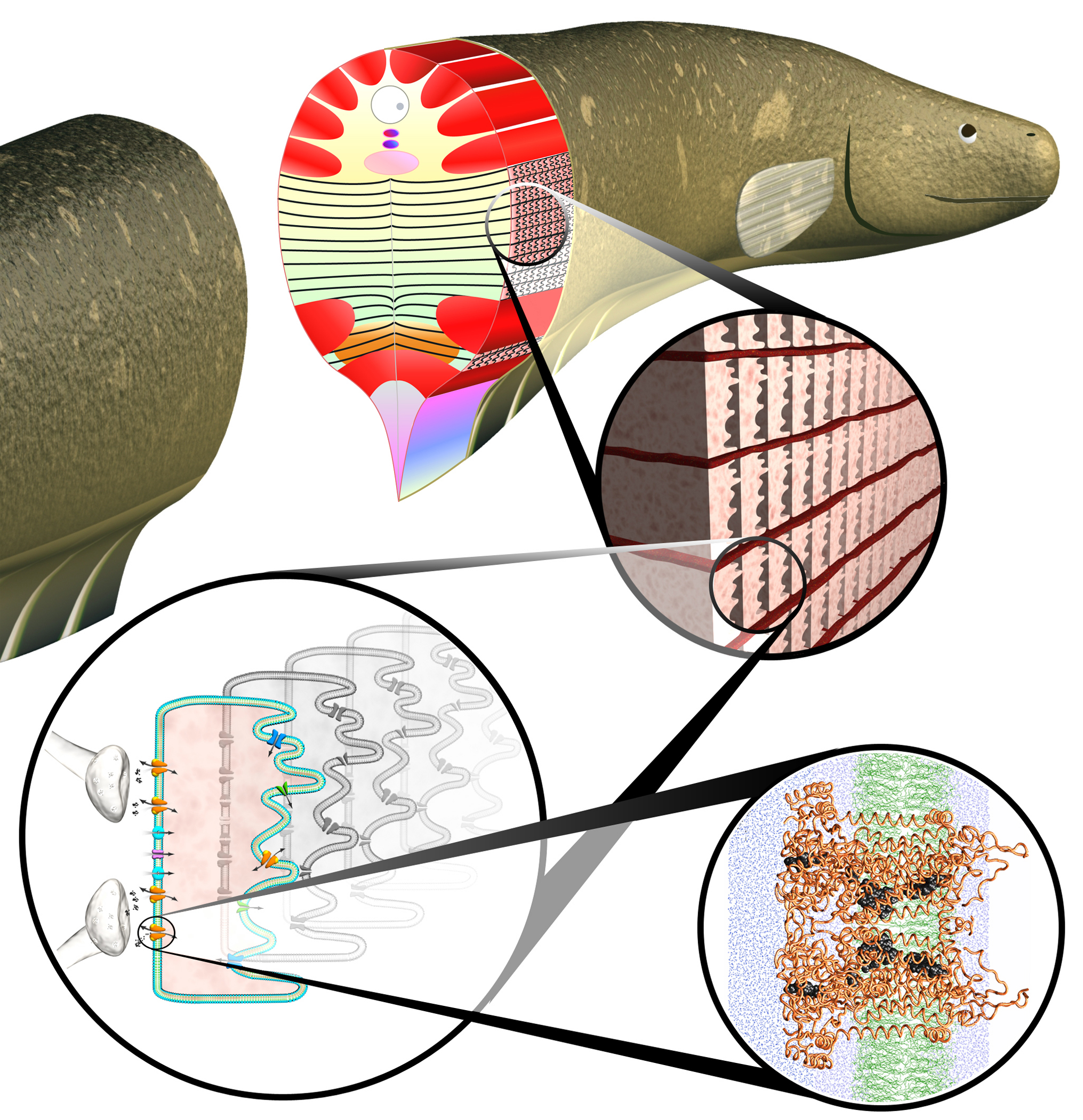
Anatomia da enguia-elétrica: o primeiro detalhe mostra os órgãos elétricos, feitos de pilhas de eletrócitos. O segundo detalhe mostra uma célula individual com canais de íons e bombas através da membrana celular; os botões terminais de uma célula nervosa estão liberando neurotransmissores para acionar a atividade elétrica. O detalhe final mostra cadeias de proteínas enroladas de um canal iônico.

## Evolução
Os órgãos elétricos evoluíram pelo menos seis vezes em vários peixes teleósteos e elasmobrânquios. Notavelmente, eles evoluíram de forma convergente nos grupos de peixes-elétricos africanos Mormyridae e sul-americanos Gymnotidae. Os dois grupos são parentes distantes, pois compartilhavam um ancestral comum antes da divisão do supercontinente Gondwana nos continentes americano e africano, o que levou à divergência dos dois grupos. Um evento de duplicação de todo o genoma na linhagem de teleósteos permitiu a neofuncionalização do gene do canal de sódio controlado por voltagem Scn4aa, que produz descargas elétricas. As primeiras pesquisas apontavam para a convergência entre as linhagens, mas as pesquisas genômicas mais recentes são mais matizadas. A transcriptômica comparativa das linhagens Mormyroidea, Siluriformes e Gymnotiformes conduzida por Liu (2019) concluiu que, embora não haja evolução paralela de transcriptomas inteiros de órgãos elétricos, há um número significativo de genes que exibem mudanças paralelas de expressão gênica da função muscular para a função de órgão elétrico no nível das vias.
Os órgãos elétricos de todos os peixes-elétricos são derivados do músculo esquelético, um tecido eletricamente sensível, exceto no Apteronotus [en] (América Latina), em que as células são derivadas do tecido neural. A função original do órgão elétrico não foi totalmente estabelecida na maioria dos casos; no entanto, sabe-se que o órgão do bagre de água doce africano do gênero Synodontis [en] evoluiu a partir de músculos produtores de som.

Os eletrócitos evoluíram de um tecido sensível existente, o músculo esquelético. Os eletrócitos são montados em pilhas para criar tensões maiores (e em várias pilhas para criar correntes maiores, não mostrado). Os peixes-elétricos podem ter descargas difásicas (como mostrado) ou descargas de outros tipos.

## Descarga de órgãos elétricos
As descargas elétricas dos órgãos (EODs) precisam variar com o tempo para a eletrolocalização, seja com pulsos, como nos Mormyridae, ou com ondas, como nos Torpediniformes e Gymnarchus, o aba-aba. Muitos peixes-elétricos também usam as EODs para comunicação, enquanto as espécies fortemente elétricas as usam para caça ou defesa. Seus sinais elétricos são geralmente simples e estereotipados, e os mesmos em todas as ocasiões.
A descarga elétrica dos órgãos é controlada por um núcleo de comando medular no cérebro. Os neurônios eletromotores liberam acetilcolina para os eletrócitos. Os eletrócitos disparam um potencial de ação usando seus canais de sódio dependentes de voltagem em um lado ou, em algumas espécies, em ambos os lados.
| Grupo                              | Habitat      | Eletrolocalização | Descarga     | Tipo  | Forma de onda | Duração do pico/onda | Voltagem |
| ---------------------------------- | ------------ | ----------------- | ------------ | ----- | ------------- | -------------------- | -------- |
| Torpediniformes Raias elétricas    | Água salgada | Ativa             | Fraca, forte | Onda  |               | 10 ms                | 25 V     |
| Rajidae Rajídeos                   | Água salgada | Ativa             | Fraca        | Pulso |               | 200 ms               | 0.5 V    |
| Mormyridae                         | Água doce    | Ativa             | Fraca        | Pulso |               | 1 ms                 | 0.5 V    |
| Gymnarchus Aba-aba                 | Água doce    | Ativa             | Fraca        | Onda  |               | 3 ms                 | < 5 V    |
| Gymnotus                           | Água doce    | Ativa             | Fraca        | Pulso |               | 2 ms                 | < 5 V    |
| Eigenmannia [en]                   | Água doce    | Ativa             | Fraca        | Onda  |               | 5 ms                 | 100 mV   |
| Electrophorus Enguias elétricas    | Água doce    | Ativa             | Forte        | Pulso |               | 2 ms                 | 600 V    |
| Malapteruridae Peixe-gato-elétrico | Água doce    | Ativa             | Forte        | Pulso |               | 2 ms                 | 350 V    |
| Uranoscopidae                      | Água salgada | Nenhuma           | Forte        | Pulso |               | 10 ms                | 5 V      |

## Na ficção
A capacidade de produzir eletricidade é o ponto central do romance de ficção científica de Naomi Alderman [en] de 2016, The Power. No livro, as mulheres desenvolvem a capacidade de liberar choques elétricos de seus dedos, poderosos o suficiente para atordoar ou matar. O romance faz referência à capacidade de peixes como a enguia-elétrica de dar choques poderosos, sendo a eletricidade gerada em uma faixa especialmente modificada ou em uma meada de músculo estriado nas clavículas das meninas.
O conto “In the Arms of an Electric Eel”, da poeta e autora Anna Keeler, imagina uma garota que, ao contrário da enguia-elétrica, sente os choques elétricos que gera. Agitada e deprimida, ela se queima involuntariamente até a morte com sua própria eletricidade.